# La Tasse bleue
La Tasse bleue (en russe : Голубая чашка) est une nouvelle de l'écrivain russe soviétique Arkadi Gaïdar destinée aux élèves de l'enseignement secondaire. Elle est parue pour la première fois dans la revue Pionnier (ru) en 1936. L'auteur a programmé la date de publication pour qu'elle corresponde à l'ouverture du congrès du Komsomol. La même année, la nouvelle a été publiée dans une édition séparée par la maison d'édition Detizdat. En 2013, la nouvelle a été incluse dans la liste des 100 livres pour les élèves en fédération de Russie (n° 20 et bis 27).

## Sujet
La famille d'une jeune fille loue à la fin de l'été une datcha dans l'oblast de Moscou pour y passer des vacances tant attendues. Trois jours plus tard, un vieil ami de Maroussia, la maman, qui est pilote polaire, vient lui rendre visite. Elle accorde beaucoup d'importance à cet invité et sa fille Svetlana s'ennuie. Puis surgit une dispute parce que quelqu'un a cassé la tasse bleue et Maroussia ne sait pas qui l'a fait. Svetlana et son père, dépités, improvisent une grande randonnée dans la région. Ils voient du pays. En route, ils réconcilient deux garçons qui se battent et dont l'un accuse l'autre d'être fasciste. Ils croisent un camp militaire où ils entendent des soldats tirer. À leur retour, ils retrouvent la maman toute contente de les revoir. Elle a découvert qui avait cassé la tasse…

## Personnages
Le prototype du personnage principal du récit, le père de Svetlana, est l'auteur lui-même. Au début, il pensait se donner le nom de Nicolas, mais finalement, comme « prendre le nom de quelqu'un d'autre est désagréable », Gaïdar n'en change pas et parle à la première personne.
Le nom de la maman est Maroussia. C'est le nom que donne souvent Gaïdar à ses héroïnes. C'était le surnom de sa première femme, une infirmière âgée de 16 ans du nom de Maria Nikolaïevna Plaksina, dont il a fait connaissance en 1921, dans un hôpital où il se trouvait pour y être soigné d'une blessure,.
Le nom de Svetlana, que Gaïdar a donné à son héroïne, est encore assez peu répandu dans les années 1930. Malgré la coïncidence de ce prénom avec celui de la fille de Staline, il l'a choisi en l'honneur de la fille d'une amie proche, l'écrivaine pour enfants A. Trofimova. Cette Svetlana Trofimova, jeune fille rousse née dans les années vingt, a servi de prototype au personnage du récit. Dans la version originale, le héros devait être non une jeune fille mais un garçon du nom de Dim. Mais la logique interne du récit a obligé l'auteur à modifier le sexe du héros,.

## Particularités
Cette histoire, que Gaïdar a écrite au cours de l'été 1935 dans une datcha louée dans le village de Stalino (aujourd'hui Zaretchnoïe), dans la campagne d'Arzamas, est l'une des meilleures œuvres de l'écrivain; elle se distingue par son côté psychologique profond et inhabituel dans la littérature pour enfants. Se basant sur sa propre expérience de la vie de famille, Gaïdar décrit un couple qui se trouve à un point de rupture, mais qui surmonte cette épreuve grâce à la retenue et au fait qu'ils sont parents de Svetlana, leur fille.
Dans ce récit, comme dans beaucoup d'autres œuvres d'Arkadi Gaïdar, y compris dans les plus récentes telles que Tchouk et Gek (en), le motif de la « route » joue un rôle important. La réconciliation de la famille est liée à l'idée de « vagabondage » qui devient possible après le départ en randonnée de la fille avec son père en laissant l'épouse à la maison (même si cette randonnée est amusante),.
Il faut remarquer que l'action du récit se situe sur fond de pressentiment d'une guerre imminente, la Seconde Guerre mondiale. Ainsi quand le père et la fille entendent des coups de feu, la fille demande : Est-ce que c'est la guerre ?,.

## Critiques et appréciations
Le ministère de l'instruction publique d'URSS ainsi que des parents d'enfants se sont montrés hostiles à la publication de la La Tasse bleue, affirmant que des ouvrages de ce type n'étaient pas nécessaires aux enfants soviétiques. Ainsi, le cinquième numéro de la revue Littérature pour enfants, en 1937, a publié l'avis de A. Terentieva, qui considère que le récit est « sans suite » et ressemble plutôt à une « esquisse d'histoire » qu'à une œuvre accomplie. Mais si cette critique littéraire n'a simplement pas accepté la forme nouvelle suivant laquelle La Tasse bleue a été écrite, le débat qui a suivi n'a porté que sur la question de savoir si la littérature pour enfants pouvait décrire les problèmes d'entente familiale et présenter aux enfants des concepts comme celui de la jalousie dans un couple. Les critiques ont continué à reprocher à l'auteur des erreurs purement stylistiques : « incohérence globale de la composition », « surabondance des épisodes ». Le critique A. Derman, dans la défense de cet ouvrage, met l'accent sur les mérites artistiques de l'histoire et fait remarquer que « ce ne sont pas avec des bonnes théories que l'on crée des livres de fiction mais, au contraire, c'est en les analysant attentivement que l'on peut créer de bonnes théories ». Pour le critique F. Ebin :

« La majorité des lecteurs prenait parti pour le nouveau récit de Gaïdar. Ils remarquaient comme les jeunes enfants appréciaient l'atmosphère d'amour, de soleil et de bonheur qui imprégnait le récit. Ils sympathisaient avec Svetlana et son père qui durant leur randonnée respiraient le doux parfum de la liberté et s'indignaient des agissements de ceux qui gâchaient la vie heureuse du peuple soviétique et s'en moquaient. Les lecteurs adultes devinaient les dessous d'une affaire sentimentale dans le couple des parents, mais pour les lecteurs de tous âges la valeur patriotique du récit apparaissait évidente. »

La polémique autour de ce livre de littérature enfantine a duré trois ans et demi à la suite desquels l'ouvrage est interdit et n'est plus réédité du vivant de l'auteur (décédé en 1941) mais seulement en 1957,.
En 1939, dans le cadre des études sur Tchouk et Gek (en), une nouvelle histoire de Gaïdar, le critique Victor Chklovski a appelé La Tasse bleue la « nouvelle voix » de l'auteur parce que c'était la première fois que se manifestait sa compréhension lyrique de la vie. En 1957, Léo Cassil, parlant de ce récit, cite parmi les qualités de Gaïdar « la pudeur […] avec laquelle il touche les plus profonds sentiments de l'homme », et la création de « stratifications dans sa prose », grâce auxquelles des lecteurs de différents âges peuvent choisir ce qui est le plus intéressant et le plus accessible pour eux.

## Cinéma
Le récit La Tasse bleue a fait l'objet d'un film réalisé par la Télévision centrale soviétique en 1965, trente ans après la publication de Gaïdar par les réalisateurs Vladimir Khramov et Maïa Markova. Le journal Moskovski Komsomolets a publié une critique positive de ce téléfilm.
En 1989, Andreï Kontchalovski déclarait dans une interview que s'il devait commencer à tourner un film en Russie, ce serait La Tasse bleue de Gaïdar.
Une autre adaptation cinématographique de La Tasse bleue sous forme de téléfilm a été réalisée en 1987 par le réalisateur Youri Kouzmenko, L'Été en souvenir (Лето на память), tourné au studio d'Odessa.